# Банк BPH
Банк BPH SA (раніше пол. Bank Przemysłowo-Handlowy, BPH) – загальнонаціональний універсальний банк із зареєстрованим офісом у Ґданську, 100% власності якого належить General Electric Company. Він розглядає лише іпотечні кредити, які пропонуються до 4 листопада 2016 року. Не пропонує послуг новим клієнтам.

## Історія

### Діяльність банків у 20 столітті та приватизація
Bank Przemysłowo-Handlowy із зареєстрованим офісом у Кракові був заснований як державний банк у формі акціонерного товариства в результаті виділення зі структури НБП у 1988 році. Януш Квандт, який став першим президентом правління банку, відповідав за організацію банку з самого початку. У 1993 році Рада міністрів вирішила розпочати процес приватизації банку. Приватизація відбулася шляхом виходу банку на Варшавську фондову біржу в 1995 році. Основними акціонерами BPH були Європейський банк реконструкції та розвитку, Bank Śląski, філія ING у Польщі, Daiwa Europe і Wielkopolski Bank Kredytowy. Президентом банку став Генріка Пєронкевич.
в 1998 році Bank Przemysłowo-Handlowy SA був сьомим банком у Польщі за активами та власними коштами.

### Злиття ДПХ та ПБК
Велике значення мало злиття двох банків, що входять до списку, Bank Przemysłowo-Handlowy SA та Powszechny Bank Kredytowy SA у Варшаві (PBK), здійснене 31 грудня 2001 р. Як окремі комерційні банки вони були виділені зі структур Національного банку . Польщі 1 лютого 1989 року. Злиття BPH і PBK стало результатом капітальної інтеграції їхніх стратегічних інвесторів: HypoVereinsbank AG і Bank Austria Creditanstalt AG (BA-CA), здійсненої наприкінці 2000 року. Після завершення юридичного злиття BPH і PBK частка HVB Group у структурі власності Банку склала 71,2%, частка Держказначейства – 3,7%, решта акцій перебувала у вільному обігу. У результаті юридичного злиття був створений третій за розміром активів банк у Польщі під назвою Bank Przemysłowo-Handlowy PBK SA. Загальні активи банку на кінець 2002 року становили понад 42,5 млрд злотих. Частка ринку за основними банківськими продуктами комерційних банків перевищила 10%, у тому числі частка за житловими кредитами для фізичних осіб склала майже 17%. Банк обслуговував 2,6 мільйона клієнтів, маючи приблизно 600 відділень. Войцех Соберай і Маріуш Грендовичзаймали керівні посади в об’єднаному банку.
У 2003 році було прийнято рішення про закриття філій в Остраві (відкрито в 1997 році) і Братиславі (відкрито в 1999 році).

## Акціонери
Єдиним акціонером банку є капітальна група GE Money (входить до складу корпорації General Electric) через дочірні компанії.
| Акціонер                                     | Кількість акцій | % акцій |
| -------------------------------------------- | --------------- | ------- |
| GE Investments Poland sp. z o.o              | 599 737 025     | 99,40   |
| Selective American Financial Enterprises LLC | 3 548 003       | 0,60    |

Раніше акції банку були допущені до торгів на Варшавській фондовій біржі та Лондонській фондовій біржах – у формі глобальних депозитарних розписок, депозитарієм яких був Bank of New York (одна депозитарна розписка становила 0,5 звичайної акції банку) . Останній лістинг акцій банку відбувся 19 вересня 2016 року.

## Президенти банків
- Януш Квандт (1989-1995)[2]
- Генрик Пєронкевич (1995-1999)[5]
- Юзеф Ванцер (2000-2010)[13]
- Річард Гаскін (2010-2016)[14]
- Гжегож Юрчик (2016-2017)[15]
- Пьотр Бандурський (з 2017)[16]